# Conferências das Nações Unidas sobre as Mudanças Climáticas
As Conferências das Nações Unidas sobre Mudanças Climáticas são eventos anuais realizados no âmbito da Convenção-Quadro das Nações Unidas sobre a Mudança do Clima (UNFCCC). Eles servem como reunião formal dos integrantes da UNFCCC (a Conferência das Partes – COP) para avaliar o progresso no enfrentamento das mudanças climáticas. Desde meados da década de 1990, ocorrem para negociar o Protocolo de Quioto, estabelecendo obrigações juridicamente vinculativas para os países desenvolvidos reduzirem suas emissões de gases de efeito estufa.
A partir de 2005, as conferências serviram ainda como a "Conferência das Partes Atuando como Reunião das Partes do Protocolo de Quioto" (CMP). Além disso, elas são eventos de propagação de discussões e temáticas pois os integrantes da convenção que não são signatários do protocolo podem participar de reuniões relacionadas como observadores. De 2011 a 2015, as reuniões foram usadas para negociar o Acordo de Paris como parte da plataforma de Durban, que criou um direcionamento para a ações relacionadas ao clima. Qualquer texto final de uma COP deve ser acordado por consenso.
A primeira Conferência das Nações Unidas sobre Mudanças Climáticas foi realizada em 1995 em Berlim.

## COP1
A primeira Conferência das Partes da UNFCCC ocorreu de 28 de março a 7 de abril de 1995 em Berlim, na Alemanha. Nela, foi estabelecido o Mandato de Berlim, que teve como foco principal o consenso de todos os países em se tomar ações mais enérgicas quanto à mitigação do efeito estufa.

## COP2
A COP2 ocorreu de 8 a 19 de julho de 1996 em Genebra, na Suíça. Sua declaração ministerial foi anotada (mas não adotada) em 18 de julho de 1996 e refletia uma declaração de posição dos Estados Unidos apresentada por Timothy Wirth, ex-subsecretário de Assuntos Globais do Departamento de Estado dos Estados Unidos naquela reunião, que:
1. Aceitou as descobertas científicas sobre mudanças climáticas apresentadas pelo Painel Intergovernamental sobre Mudanças Climáticas (IPCC) em sua segunda avaliação (1995);
2. Rejeitou "políticas harmonizadas" uniformes em favor da flexibilidade;
3. Pediu "metas de médio prazo juridicamente vinculativas".

## COP3
A COP3, realizada de 1 a 11 de dezembro de 1997 na cidade de Quioto, no Japão. Após intensas negociações, adotou o Protocolo de Quioto, que delineou a obrigação de redução de emissões de gases de efeito estufa para os países do Anexo I, juntamente com o que veio a ser conhecido como mecanismos de Kyoto, como comércio de emissões, mecanismo de desenvolvimento limpo e implementação conjunta. Em uma decisão separada da Conferência das Partes, os países concordaram com uma série de isenções de segurança nacional que afirmavam que os combustíveis de bunker e as emissões de operações militares multilaterais não fariam parte dos totais de emissões nacionais e seriam relatados fora desses totais.
A maioria dos países industrializados e algumas economias da Europa Central em transição concordaram com reduções legalmente obrigatórias nas emissões de gases de efeito estufa para alcançar uma média de 6 a 8% abaixo dos níveis registrados em 1990. O novo valor deveria ser alcançado entre os anos de 2008–2012, definidos como as primeiras emissões período orçamentário. Para o Japão e a União Europeia, ficaram estabelecidas reduções de 7% a 8%, respectivamente. Os países em desenvolvimento, como China, Brasil e Índia, não receberam metas e obrigações para reduzir suas emissões. Sendo assim, os esforços são medidas "voluntárias" de cada país. Pelo documento, os Estados Unidos seriam obrigados a reduzir suas emissões totais em média 7% abaixo dos níveis de 1990; no entanto, o Congresso não ratificou o tratado depois que o então presidente Bill Clinton o assinou. A administração George Bush rejeitou explicitamente o protocolo em 2001.

## COP4
A COP4 ocorreu de 2 a 14 de novembro de 1998 em Buenos Aires, Argentina. Esperava-se que as questões remanescentes não resolvidas em Quioto fossem finalizadas nesta reunião. No entanto, a complexidade e a dificuldade de chegar a um acordo sobre essas questões se mostraram intransponíveis e, em vez disso, as partes adotaram um "Plano de Ação" de dois anos para avançar nos esforços e criar mecanismos para a implementação do Protocolo de Quioto, a ser concluído até 2000 (na COP6). Esse programa possibilitaria ao Brasil obter financiamento externo visando o desenvolvimento de projetos no âmbito do MDL. Foi ratificada a necessidade de se considerar as atuais emissões de poluentes e introduzido o conceito de responsabilidade histórica das emissões. Durante a COP4, Argentina e Cazaquistão expressaram seu compromisso de assumir a obrigação de redução de emissões de gases de efeito estufa, os dois primeiros países não-Anexo a fazê-lo.

## COP5
A COP5 ocorreu entre 25 de outubro e 5 de novembro de 1999, em Bonn, na Alemanha. Foi uma reunião essencialmente técnica e não chegou a grandes conclusões.

## COP6
A COP6 ocorreu de 13 a 25 de novembro de 2000, em Haia, Holanda. As discussões desse ano tiveram forte teor político e foram consideradas de foram geral como não tendo êxito. O Presidente da COP6, Jan Pronk divulgou uma nota de sua autoria tratando de questões essenciais que permaneceram sem solução nos documentos transmitidos à Conferência pelos seus órgãos subsidiários. Isso resultou na conhecida COP6,5, convocada em Bonn para chegar a um acordo sobre o Plano de Ação de Buenos Aires, no que diz respeito à capacitação, transferência de tecnologia, medidas de adaptação aos efeitos de mudança do clima e mecanismo financeiro. Entre as discussões esteve a grande controvérsia sobre a proposta dos Estados Unidos de permitir o crédito para "sumidouros" de carbono em florestas e terras agrícolas que satisfariam uma grande proporção das reduções de emissões dos EUA dessa maneira (amplamente rechaçada por ambientalistas); discordâncias sobre as consequências do não cumprimento por parte dos países que não atingiram suas metas de redução de emissões; e dificuldades em resolver como os países em desenvolvimento poderiam obter assistência financeira para lidar com os efeitos adversos da mudança climática e cumprir suas obrigações de planejar a medição e possivelmente reduzir as emissões de gases de efeito estufa.
Nas horas finais da COP6, apesar de alguns compromissos acordados entre os Estados Unidos e alguns países da UE, notadamente o Reino Unido, os países da UE como um todo, liderados por Dinamarca e Alemanha, rejeitaram as posições de compromisso e as negociações em Haia desabou. Jan Pronk, presidente da COP6, suspendeu a COP-6 sem acordo, com a expectativa de que as negociações fossem retomadas posteriormente. Ao final, foi anunciado que as reuniões da COP 6 (denominadas "COP6 bis") seriam retomadas em Bonn, na Alemanha, na segunda quinzena de julho. A próxima reunião agendada regularmente das partes da UNFCCC, COP 7, foi marcada para Marrakech, Marrocos, em outubro-novembro de 2001.

## COP6,5 ou 6 bis
As negociações da COP6 foram retomadas em 17-27 de julho de 2001, em Bonn, Alemanha, no que foi chamada de COP6,5 ou COP6 bis. Houve pouco progresso na resolução das diferenças que produziram os impasses encontrados em Haia. Agravando essa situação, a reunião ocorreu depois que George W. Bush se tornou presidente dos Estados Unidos e rejeitou o Protocolo de Quioto em março de 2001. Como resultado, a delegação dos Estados Unidos que participou desta reunião se recusou a participar das negociações relacionadas ao Protocolo e optou por assumir o papel apenas de observador na reunião. Enquanto as outras partes negociavam as questões-chave, chegou-se a um acordo sobre a maioria das principais questões políticas, para surpresa da maioria dos observadores, dadas as baixas expectativas que antecederam a reunião. Os acordos incluíam:
- Mecanismos de flexibilidade: os "mecanismos de flexibilidade" que os Estados Unidos haviam fortemente favorecido quando o Protocolo foi inicialmente elaborado, incluindo comércio de emissões, implementação conjunta (JI) e o Mecanismo de Desenvolvimento Limpo (MDL), que permite aos países industrializados financiar atividades de redução de emissões em países em desenvolvimento como uma alternativa às reduções domésticas de emissões. Um dos elementos-chave desse acordo era que não haveria limite quantitativo para o crédito que um país poderia reivindicar pelo uso desses mecanismos, desde que a ação doméstica constituísse um elemento significativo dos esforços de cada país do Anexo B para atingir suas metas.
- Sumidouros de carbono: foi acordado que o crédito seria concedido para atividades amplas que absorvem carbono da atmosfera ou o armazenam, incluindo manejo florestal e de terras agrícolas e reflorestamento, sem limite geral para a quantidade de crédito que um país poderia reivindicação de atividades de pias. No caso do manejo florestal, um Apêndice Z estabelece limites específicos para cada país do Anexo I. Assim, um limite de 13 milhões de toneladas poderia ser creditado ao Japão (que representa cerca de 4% de suas emissões do ano-base). Para o manejo de terras agrícolas, os países poderiam receber crédito apenas para aumentos de sequestro de carbono acima dos níveis de 1990.
- Conformidade: A ação final sobre os procedimentos e mecanismos de conformidade que abordariam a não conformidade com as disposições do Protocolo foi adiada para a COP7, mas incluiu linhas gerais de consequências por não cumprir as metas de emissões que incluiriam um requisito para "compensar" os déficits de 1,3 toneladas a 1, suspensão do direito de vender créditos para reduções de emissões excedentes e um plano de ação de conformidade exigido para aqueles que não cumprem suas metas.
- Financiamento: Foi acordado o estabelecimento de três novos fundos para atender às necessidades associadas à mudança climática:
  1. um fundo para a mudança climática que apoia uma série de medidas climáticas;
  2. um fundo para países menos desenvolvidos para apoiar Programas de Ação de Adaptação Nacional;
  3. um fundo de adaptação do Protocolo de Quioto apoiado por uma taxa do MDL e contribuições voluntárias.

## COP7
Na reunião da COP7 em Marraquexe, Marrocos, de 29 de outubro a 10 de novembro de 2001, os negociadores concluíram o trabalho do Plano de Ação de Buenos Aires, finalizando a maioria dos detalhes operacionais e preparando o terreno para as nações ratificarem o Protocolo de Quioto. O pacote completo de decisões é conhecido como Acordo de Marrakech. Por mais um ano, a delegação dos Estados Unidos manteve seu papel de observadora, recusando-se a participar ativamente das negociações. Outras partes continuaram a expressar esperança de que os Estados Unidos se envolveriam novamente no processo em algum momento e trabalharam para conseguir a ratificação do Protocolo de Quioto pelo número necessário de países para colocá-lo em vigor (55 países precisavam ratificá-lo, incluindo aqueles responsáveis por 55% das emissões de dióxido de carbono dos países desenvolvidos em 1990, grupo do qual os EUA faziam parte). A data da Cúpula Mundial sobre Desenvolvimento Sustentável (agosto-setembro de 2002) foi proposta como meta para a entrada em vigor do Protocolo de Quioto. A Cúpula Mundial sobre Desenvolvimento Sustentável (WSSD) seria realizada em Joanesburgo, África do Sul.
As principais decisões da COP7 incluíram:
- Regras operacionais para o comércio internacional de emissões entre as partes do Protocolo e para o MDL e implementação conjunta;
- Um regime de conformidade que delineava as consequências do não cumprimento das metas de emissões, mas transferia para as partes do Protocolo, uma vez que ele entrasse em vigor, a decisão sobre se essas consequências seriam juridicamente vinculativas;
- Procedimentos de contabilização dos mecanismos de flexibilidade;
- Uma decisão de considerar na COP8 como conseguir uma revisão da adequação dos compromissos que possa levar a discussões sobre futuros compromissos dos países em desenvolvimento.

## COP8
Realizada de 23 de outubro a 1º de novembro de 2002, em Nova Deli, Índia, a COP8 adotou a Declaração Ministerial de Deli que, entre outros temas, pedia esforços dos países desenvolvidos para transferir tecnologia e minimizar o impacto das mudanças climáticas nos países em desenvolvimento. Também é aprovado nessa ocasião o programa de trabalho de Nova Deli no Artigo 6 da Convenção. A COP8 ficou marcada pela hesitação da Rússia em aderir ao Protocolo de Quioto, afirmando que precisava de mais tempo para refletir sobre sua adesão às políticas discutidas. O Protocolo apenas poderia entrar em vigor assim que fosse ratificado por 55 países, incluindo países responsáveis por 55% das emissões de dióxido de carbono do mundo desenvolvido em 1990. Com os Estados Unidos (responsável por 36,1% de participação no dióxido de carbono do mundo desenvolvido na época) atuando contra o texto do Protocolo e a Austrália recusando a ratificação, o aceite da Rússia (que respondia por 17% das emissões globais em 1990) era necessário para atender aos critérios de ratificação e, portanto, a Rússia poderia atrasar o processo.

## COP9
A COP9 ocorreu de 1 a 12 de dezembro de 2003 em Milão, na Itália, reunindo representantes de 180 países signatários. As partes concordaram em usar o Fundo de Adaptação estabelecido na COP7, em 2001, principalmente para apoiar os países em desenvolvimento a se adaptarem melhor às mudanças climáticas. O fundo também seria usado para capacitação por meio de transferência de tecnologia. O grande avanço realizado foi o fechamento de um “pacote de regras” que define a maneira como os projetos de florestamento e reflorestamento deverão ser conduzidos para reconhecimento junto à Convenção do Clima e obtenção de créditos de carbono, no escopo do MDL.

## COP10
A COP10 ocorreu de 6 a 17 de dezembro de 2004. A COP10 discutiu os avanços alcançados desde a primeira Conferência das Partes, há 10 anos, e seus desafios futuros, com ênfase especial na mitigação e adaptação às mudanças climáticas. Para promover uma melhor adaptação dos países em desenvolvimento às mudanças climáticas, foi adotado o Plano de Ação de Buenos Aires. As partes também começaram a discutir o mecanismo pós-Quioto, sobre como alocar a obrigação de redução de emissões após 2012, quando termina o primeiro período de compromisso.

## COP11/CMP 1
A COP11/CMP 1 ocorreu entre 28 de novembro e 9 de dezembro de 2005, em Montreal, Quebec, no Canadá. Foi a primeira Conferência das Partes servindo como Reunião das Partes do Protocolo de Quioto (CMP1) desde sua reunião inicial em Kyoto em 1997. Foi uma das maiores conferências intergovernamentais sobre mudanças climáticas de todos os tempos. O evento marcou a entrada em vigor do Protocolo de Quioto. Hospedando mais de dez mil delegados, foi um dos maiores eventos internacionais do Canadá e o maior encontro em Montreal desde a Expo 67. O Plano de Ação de Montreal foi um acordo para "estender a vida do Protocolo de Kyoto além de sua data de expiração de 2012 e negociar cortes mais profundos nas emissões de gases de efeito estufa". O ministro do Meio Ambiente do Canadá na época, Stéphane Dion, disse que o acordo fornece um "mapa para o futuro".

## COP12/CMP 2
A COP12/CMP 2 ocorreu de 6 a 17 de novembro de 2006 em Nairóbi, no Quênia. Na reunião, o repórter da BBC Richard Black cunhou a frase "turistas climáticos" para descrever alguns delegados que compareceram "para ver a África, tirar fotos da vida selvagem, das pobres crianças e mulheres africanas moribundas". Black também observou que, devido às preocupações dos delegados com custos econômicos e possíveis perdas de competitividade, a maioria das discussões evitou qualquer menção à redução de emissões. Black concluiu que havia uma desconexão entre o processo político e o imperativo científico. Apesar dessas críticas, alguns avanços foram dados na COP12, inclusive nas áreas de apoio aos países em desenvolvimento e mecanismo de desenvolvimento limpo. As partes adotaram um plano de trabalho de cinco anos para apoiar a adaptação às mudanças climáticas pelos países em desenvolvimento e concordaram com os procedimentos e modalidades do Fundo de Adaptação. Eles também concordaram em melhorar os projetos para o mecanismo de desenvolvimento limpo.

## COP13/CMP 3
A COP13/CMP 3 ocorreu de 3 a 15 de dezembro de 2007, em Nusa Dua, em Bali, Indonésia. Acordo sobre um cronograma e negociação estruturada sobre a estrutura pós-2012 (o fim do primeiro período de compromisso do Protocolo de Quioto) foi alcançado com a adoção do Plano de Ação de Bali (Decisão 1/CP.13). O Grupo de Trabalho Ad Hoc sobre Ação Cooperativa de Longo Prazo sob a Convenção (AWG-LCA) foi estabelecido como um novo órgão subsidiário para conduzir as negociações destinadas a melhorar urgentemente a implementação da Convenção até e além de 2012. A Decisão 9/CP.13 é uma emenda ao programa de trabalho de Nova Delhi. Essas negociações ocorreram durante 2008 (conduzindo à COP14/CMP 4 em Poznan, Polônia) e 2009 (conduzindo à COP15/CMP 5 em Copenhague).

## COP14/CMP 4
A COP14 /CMP 4 ocorreu de 1 a 12 de dezembro de 2008 em Poznânia, Polônia. Os delegados concordaram com os princípios para o financiamento de um fundo para ajudar as nações mais pobres a lidar com os efeitos da mudança climática e aprovaram um mecanismo para incorporar a proteção florestal aos esforços da comunidade internacional para combater a mudança climática.
As negociações sobre um sucessor do Protocolo de Kyoto foram o foco principal da conferência.

## COP15/CMP 5
A COP15 ocorreu em Copenhague, na Dinamarca, de 7 a 18 de dezembro de 2009. O objetivo geral da COP15/CMP 5 Conferência das Nações Unidas sobre Mudanças Climáticas na Dinamarca foi estabelecer um acordo climático global ambicioso para o período de 2012, quando expira o primeiro período de compromisso sob o Protocolo de Quioto. No entanto, em 14 de novembro de 2009, o New York Times anunciou que "o presidente Obama e outros líderes mundiais decidiram adiar a difícil tarefa de chegar a um acordo sobre mudanças climáticas... um acordo "politicamente vinculativo" menos específico que colocaria as questões mais difíceis no futuro". Ministros e autoridades de 192 países participaram da reunião de Copenhague e, além disso, havia participantes de um grande número de organizações da sociedade civil. Como muitos países industrializados do Anexo 1 estão agora relutantes em cumprir os compromissos do Protocolo de Kyoto, grande parte do trabalho diplomático que estabelece as bases para um acordo pós-Kyoto foi realizado até a COP15.
A conferência não chegou a um acordo vinculativo para ações de longo prazo. Um 'acordo político' de 13 parágrafos foi negociado por aproximadamente 25 partes, incluindo EUA e China, mas foi apenas 'observado' pela COP por ser considerado um documento externo, não negociado no processo da UNFCCC. O acordo foi notável por se referir a um compromisso coletivo dos países desenvolvidos para recursos novos e adicionais, incluindo silvicultura e investimentos por meio de instituições internacionais, que chegarão a 30 bilhões de dólares para o período 2010–2012. As opções de financiamento climático de longo prazo mencionadas no acordo estão sendo discutidas no Grupo Consultivo de Alto Nível do Secretário-Geral da ONU sobre Financiamento Climático, que deve apresentar relatório em novembro de 2010. As negociações sobre a extensão do Protocolo de Quioto tiveram questões não resolvidas, assim como as negociações sobre uma estrutura para ação cooperativa de longo prazo. Os grupos de trabalho nestes trilhos para as negociações agora devem se reportar à COP16 e à CMP 6 no México.

## COP16/CMP 6
A COP16 foi realizada em Cancún, no México, de 28 de novembro a 10 de dezembro de 2010.
O resultado da cimeira foi um acordo adoptado pelos Estados Partes que previa o "Fundo Verde para o Clima" de 100 mil milhões de dólares por ano, um "Centro de Tecnologia Climática" e uma rede. No entanto, o financiamento do Green Climate Fund não foi acordado. Também não foi acordado um compromisso com um segundo período do Protocolo de Quioto, mas concluiu-se que o ano-base será 1990 e os potenciais de aquecimento global serão os fornecidos pelo IPCC.
Todas as partes "Reconhecendo que a mudança climática representa uma ameaça urgente e potencialmente irreversível para as sociedades humanas e para o planeta e, portanto, deve ser abordada com urgência por todas as Partes". Ele reconhece a meta do Quarto Relatório de Avaliação do IPCC de no máximo 2 °C do aquecimento global e todas as partes devem tomar medidas urgentes para atingir esse objetivo. Também concordou que as emissões de gases de efeito estufa devem atingir o pico o mais rápido possível, mas reconhecendo que o prazo para atingir o pico será mais longo nos países em desenvolvimento, uma vez que o desenvolvimento social e econômico e a erradicação da pobreza são as prioridades prioritárias dos países em desenvolvimento.

## COP17/CMP 7
A COP17 de 2011 foi realizada em Durban, África do Sul, de 28 de novembro a 9 de dezembro de 2011.
A conferência concordou em iniciar negociações sobre um acordo juridicamente vinculativo que inclua todos os países, a ser adotado em 2015, regendo o período pós-2020. Também houve avanços na criação de um Fundo Verde para o Clima (GCF), para o qual foi adotado um marco de gestão. O fundo destina-se a distribuir US$100 bilhões por ano para ajudar os países pobres a se adaptarem aos impactos climáticos.
Enquanto a presidente da conferência, Maite Nkoana-Mashabane, a declarou um sucesso, cientistas e grupos ambientais alertaram que o acordo não era suficiente para evitar o aquecimento global além de 2 °C, pois uma ação mais urgente é necessária.

## COP18/CMP 8
A COP18 ocorreu em Doha, no Qatar, de 26 de novembro a 7 de dezembro de 2012. A Conferência produziu um pacote de documentos coletivamente intitulado The Doha Climate Gateway. Os documentos continham coletivamente:
1. A Emenda de Doha ao Protocolo de Quioto (a ser aceita antes de entrar em vigor) apresentando um segundo período de compromisso de 2012 a 2020 limitado em escopo a 15% das emissões globais de dióxido de carbono devido à falta de compromissos do Japão, Rússia, Bielo-Rússia, Ucrânia, Nova Zelândia (nem Estados Unidos e Canadá, que não fazem parte do Protocolo nesse período) e pelo fato de países em desenvolvimento como China (maior emissor mundial), Índia e Brasil não estarem sujeitos a reduções de emissões sob o Protocolo de Quioto.[48]
2. Linguagem sobre perdas e danos, formalizada pela primeira vez nos documentos da conferência.

A conferência fez poucos progressos no financiamento do Fundo Verde para o Clima.
Rússia, Belarus e Ucrânia se opuseram no final da sessão,  como eles tinham direito de acordo com as regras da sessão. Ao encerrar a conferência, o Presidente disse que anotaria essas objeções em seu relatório final.

## COP19/CMP 9
A COP19 foi a 19ª sessão anual da Conferência das Partes (COP) da Convenção-Quadro das Nações Unidas sobre Mudança do Clima (UNFCCC) de 1992 e a 9ª sessão da Reunião das Partes (CMP) do Protocolo de Quioto de 1997 (o protocolo tendo sido desenvolvido sob a carta da UNFCCC). A conferência foi realizada em Varsóvia, Polônia, de 11 a 23 de novembro de 2013. O resultado mais proeminente foi a adoção da Estrutura de Varsóvia para REDD-plus.

## COP20/CMP 10
De 1 a 12 de dezembro de 2014, Lima, Peru, sediou a 20ª sessão anual da Conferência das Partes (COP) da Convenção-Quadro das Nações Unidas sobre Mudança do Clima de 1992 (UNFCCC) e a 10ª sessão da Reunião das Partes (CMP ) ao Protocolo de Kyoto de 1997 (o protocolo foi desenvolvido sob a carta da UNFCCC). A conferência pré-COP foi realizada na Venezuela.

## COP21/CMP 11
A COP21 foi realizada em Paris de 30 de novembro a 12 de dezembro de 2015. As negociações resultaram na adoção do Acordo de Paris em 12 de dezembro, que rege as medidas de redução das mudanças climáticas a partir de 2020. A adoção desse acordo encerrou os trabalhos da plataforma de Durban, estabelecida durante a COP17. O acordo entrará em vigor (e assim se tornará totalmente efetivo) em 4 de novembro de 2016. Em 4 de outubro de 2016, o limite para adoção foi alcançado com mais de 55 países, representando pelo menos 55% das emissões mundiais de gases de efeito estufa, ratificando o Acordo.

## COP22/CMP 12/CMA 1
A COP22 foi realizada em Marrakech, no Marrocos, país norte-africano, de 7 a 18 de novembro de 2016. Uma questão central da COP22 é a escassez de água, limpeza da água e sustentabilidade relacionada à água, um grande problema no mundo em desenvolvimento, incluindo muitos estados africanos. Antes do evento, uma iniciativa especial sobre a água foi presidida por Charafat Afailal, ministro responsável pela água do Marrocos, e Aziz Mekouar, embaixador da COP22 para negociações multilaterais. Outra questão focal foi a necessidade de reduzir as emissões de gases de efeito estufa e utilizar fontes de energia de baixo carbono. Peter Thomson, Presidente da Assembleia Geral da ONU, pediu a transformação da economia global em todos os setores para alcançar uma economia global de baixas emissões.

## COP23/CMP 13/CMA 1–2
A COP23 foi realizada de 6 a 17 de novembro de 2017. Na sexta-feira, 18 de novembro de 2016, final da COP22, o presidente da COP23 de Fiji anunciou que ela seria realizada em Bonn, na Alemanha (COP23/CMP 13).
O primeiro-ministro de Fiji e novo presidente da COP23, Frank Bainimarama, lançou em 13 de abril o logotipo para a Conferência das Nações Unidas sobre Mudança Climática deste ano, a ser realizada no Campus da ONU, em Bonn, em novembro.

## COP24/CMP 14/CMA 1–3
A COP24 foi realizada de 3 a 14 de dezembro de 2018 em Katowice, Polônia.
A visão do governo polonês para a presidência afirma que a organização da COP24 proporcionará uma oportunidade para convencer outros países de que a Polônia não atrapalha o processo de enfrentamento das perigosas mudanças climáticas e que a Polônia é um dos líderes desse processo.

## SB50
A Conferência de Mudanças Climáticas dos Órgãos Subsidiários da UNFCCC foi realizada em Bonn, na Alemanha, de 17 a 27 de junho de 2019.

## COP25/CMP 15/CMA 2
A 25ª sessão da Conferência das Partes (COP25) da UNFCCC foi planejada para ocorrer de 11 a 22 de novembro de 2019 no Brasil. Após a eleição como presidente do Brasil, Jair Bolsonaro retirou o Brasil como candidato para sediar o evento.
A COP25 foi então planejada para acontecer no Parque Bicentenario Cerrillos em Santiago do Chile, Chile, de 2 a 13 de dezembro, com um período pré-sessões de 26 de novembro a 1º de dezembro de 2019, com até 25.000 delegados programados para participar. No entanto, após os protestos chilenos de 2019, o presidente chileno Sebastián Piñera anunciou a retirada do Chile de sediar a cúpula no final de outubro de 2019. A secretária-executiva de Mudanças Climáticas da ONU, Patricia Espinosa, afirmou que os organizadores estavam "explorando opções alternativas de hospedagem". Então a Espanha se ofereceu e foi indicada como a nova anfitriã.

## COP26/CMP 16/CMA 3
A COP26 estava originalmente programada para acontecer de 9 a 19 de novembro de 2020, em Glasgow, no Reino Unido, mas foi adiada para 31 de outubro a 12 de novembro de 2021 devido à pandemia de COVID-19.

## COP27/CMP 17/CMA 4
A COP27 estava originalmente prevista para novembro de 2021, mas foi transferida para 2022 devido ao reagendamento da COP26 de 2020 para 2021. Aconteceu em Sharm El Sheikh, no Egito.

## COP28/CMP 18/CMA 5
A COP28 foi realizada nos Emirados Árabes Unidos de novembro a dezembro de 2023.

## COP29/CMP 19/CMA 6
Em 2022, a Austrália anunciou planos de sediar a COP29 junto com suas ilhas vizinhas do Pacífico e discutiu isso no Fórum das Ilhas do Pacífico. A Bulgária e a Arménia desistiram das suas candidaturas para acolher a COP29, fazendo com que o Azerbaijão fosse a única candidatura anfitriã em Baku. A decisão de sediar a COP29 no Azerbaijão foi criticada por ativistas de direitos humanos e analistas políticos devido aos abusos dos direitos humanos no país e à dependência de combustíveis fósseis.

## COP30
Em 2022, durante sua declaração na COP27, o presidente eleito Luiz Inácio Lula da Silva disse que buscaria tornar o Brasil a sede da COP30 em 2025 e que teria como objetivo colocar a sede em um dos estados amazônicos do país (a maioria deles na região norte ), ao invés da região costeira mais populosa. Esta seria a primeira vez que o Brasil, onde está 60% da Floresta Amazônica, a maior floresta intacta do mundo, sediaria o evento.